# Moczarnica

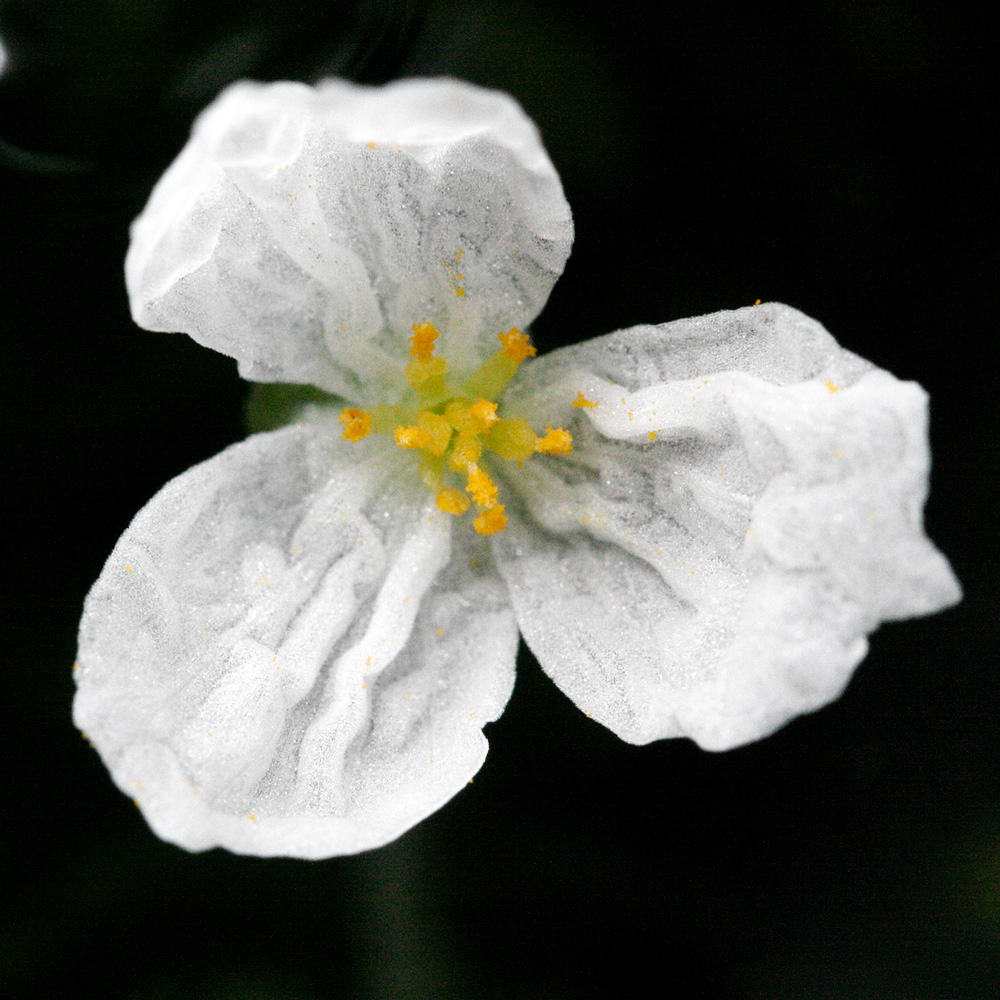
Kwiat Egeria densa

Moczarnica (Egeria) – rodzaj roślin wodnych z rodziny żabiściekowatych (Hydrocharitaceae). Wyróżnia się 3 gatunki pochodzące z Ameryki Południowej, obecnie naturalizowane na wszystkich kontynentach z wyjątkiem Antarktydy. Moczarnica argentyńska E. densa stwierdzona została jako introdukowana i zadomowiona w Polsce – rośnie w górnej Wiśle i w jednym z dopływów.
Rośliny z rodzaju moczarnica są bylinami rosnącymi w wodach słodkich. Mają postać długich pędów korzeniących się w podłożu. W gęstych okółkach wyrasta po 5 lub więcej podłużnych liści. 
Moczarnica argentyńska jest uprawiana jako roślina akwariowa.

## Systematyka
Jeden z 7 rodzajów wyróżnianych w obrębie podrodziny Anacharidoideae wchodzącej w skład rodziny żabiściekowatych.
Wykaz gatunków
- Egeria densa Planch. – moczarnica argentyńska
- Egeria heterostemon S.Koehler & C.P.Bove
- Egeria najas Planch.